# Vladimir Purișkevici
Vladimir Purișkevici (în rusă Владимир Митрофанович Пуришкевич; nume tradus uneori și ca Purișchevici;
n. 24 august 1870, Chișinău, Imperiul Rus – d. 1 februarie 1920, Novorossiisk, Statul Rus) a fost un politician țarist de extremă dreaptă, deputat în Duma de Stat (al convocărilor II-IV) și monarhist rus, originar din Basarabia. De asemenea, a fost unul din conducătorii mișcării „sutenegriști”, cunoscută ca Partidul Poporului Rus.
A fost unul dintre organizatorii și participanții la asasinarea lui Grigori Rasputin.

## Biografie
S-a născut la Chișinău pe 24 august 1870, în familia nobilului Mitrofan Purișkevici (1837-1915) și al unei țărance din Durlești, care se crede că era moldoveancă. Pe lângă Vladimir, familia a mai avut doi fii și două fiice. Drept moștenire, tatăl le-a lăsat în total 2.400 deseatine de pământ și o casă de piatră la Chișinău.

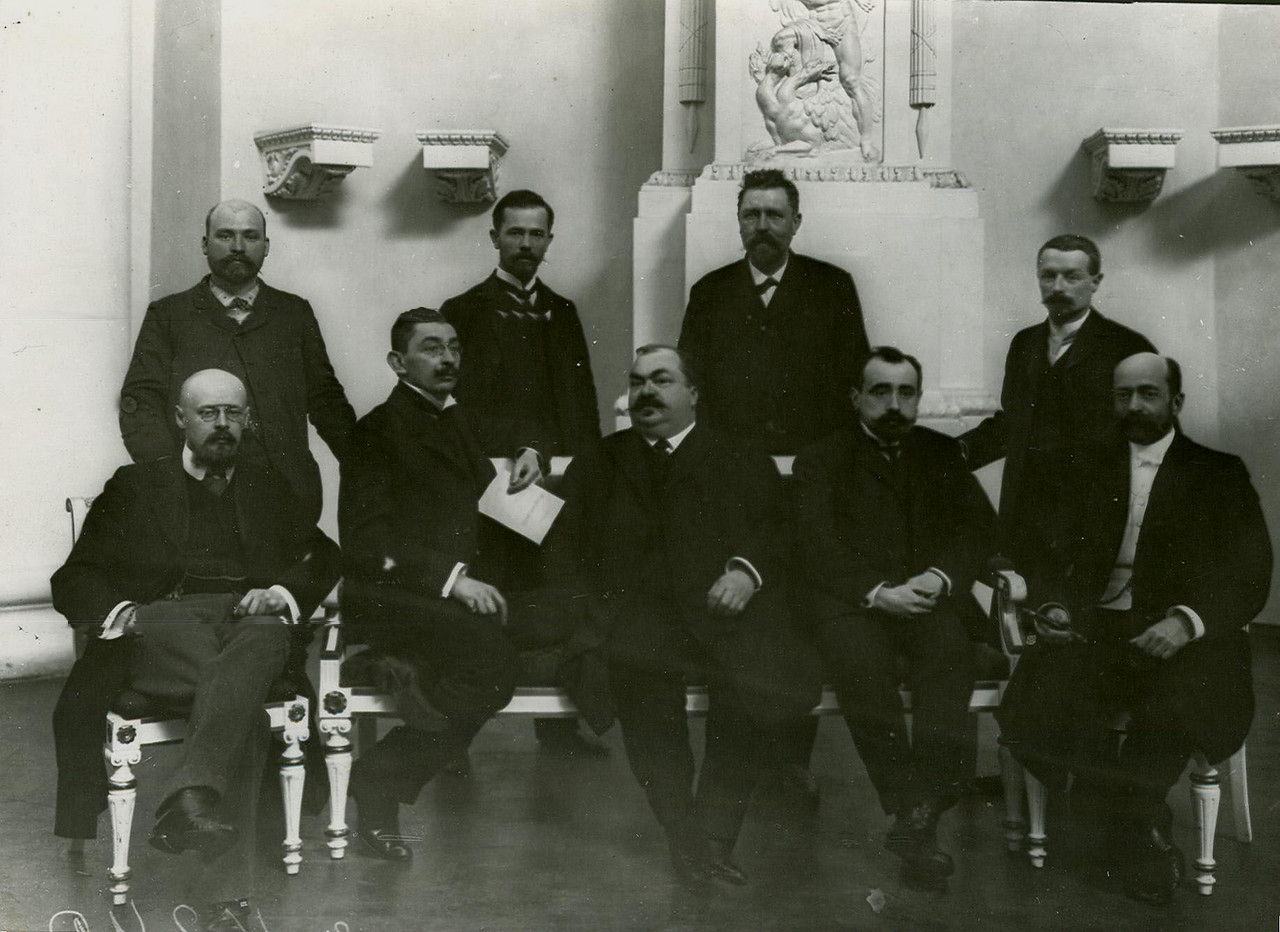
Membri ai Dumei a II-a de Stat din partea Basarabiei. În picioare (de la stânga): Emelian Melenciuc, Arefa Tretiacenko, Johann Gerstenberger și Dmitri Sviatopolk-Mirski; așezați (de la stânga): Vladimir Purișkevici, Pavel Krupensky, Anton Demianovici, Pantelimon Sinadino și Pavel Crușeveanu.

A absolvit gimnaziul din Chișinău cu medalia de aur. Și-a continuat studiile la Facultatea de Istorie și Filologie a Universității Imperiale „Novorossiia” din Odesa. Între anii 1897-1900 a fost Președinte al consiliului de zemstvo al ținutului Akkerman.
Din 1904 până în 1906 a fost funcționar pentru sarcini speciale de gradul VI (în grad de consilier colegial) pe lângă ministrul de interne, Veaceslav von Plehve. Apoi a lucrat în Direcția economică și în Direcția principală de presă pe lângă Ministerul de Interne (mai-decembrie 1905). În august 1907 a fost demis din serviciu.
S-a alăturat primei organizații monarhice din Rusia, „Adunarea Rusă” (Русское собрание), la scurt timp după crearea acesteia, și a fost ales în repetate rânduri în Consiliul de conducere.

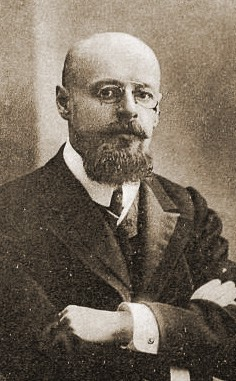
Purișkevici în 1910

Mai târziu, a fost unul dintre liderii organizației monarhiste „Uniunea poporului rus”. A fost președintele comitetului editorial al „Cărții durerii rusești” (Книги русской скорби), publicată în memoria victimelor revoluției din 1905. Conflictul lui Purișkevici cu un alt lider binecunoscut al dreptei, Aleksandr Dubrovin, a dus la o sciziune în rândurile Uniunii Poporului Rus în 1908. În același an, Purișkevici și susținătorii săi au creat o nouă organizație „sutenegristă”, numită „Uniunea Poporului Rus «Mihai Arhanghelul»”.
În 1912 a publicat culegerea de poezii „În zilele furtunilor înjurate” (В дни бранных бурь).
A fost membru al Dumei convocărilor II, III (din partea Basarabiei) și IV (din partea guberniei Kursk).În cadrul acesteia a fost membru al fracțiunii de dreapta. În perioada acestor sesiuni a devenit cunoscut pe scară largă pentru diferitele jigniri aduse membrilor organului, precum și actelor huliganice, pentru care a fost îndepărtat în mod repetat din Dumă. Astfel, pe 19 noiembrie 1916, Purișkevici a ținut un discurs fulminat în Dumă în care a afirmat:
„Miniștrii țarului au fost transformați în marionete, marionete ale căror sfori au fost luate cu fermitate în mâini de Rasputin și Împărăteasa Alexandra Fiodorovna – geniul răului din Rusia și țarina... care a rămas o nemțoaică pe tronul rusesc, înstrăinată de țară și poporul său.”

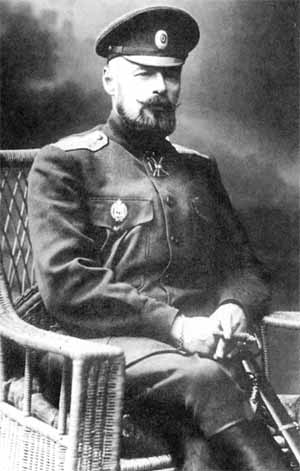
Purișkevic în timpul Primului Război Mondial

În timpul Primului Război Mondial, a organizat unul dintre cele mai mari trenuri spitalicești din armata rusă și a fost șeful acestuia. A fost distins cu Ordinul Sf. Stanislav, gradul I (15 mai 1915) și cu Ordinului Sf. Vladimir, gradul III (14 noiembrie 1915).
Purișkevici a fost unul dintre participanții la asasinarea lui Grigori Rasputin. În noaptea de 17 decembrie 1916, acesta, împreună cu restul conspiratorilor, Marele Duce Dimitri Pavlovici, Prințul Felix Iusupov și Serghei Suhotin, l-au așteptat pe Rasputin în Palatul Iusupov din Petrograd. Potrivit unei versiuni, Purișkevici a fost cel care l-a împușcat pe rănitul Rasputin când acesta a încercat să fugă. Ulterior, el a descris în detaliu toate evenimentele din acea noapte.
După revoluția din februarie 1917, s-a opus Guvernului provizoriu. A lucrat la crearea unor organizații armate subterane ale aripei monarhiste, în legătură cu care soldații garnizoanei din  Petrograd, la un miting din 28 august 1917, au cerut arestarea imediată a lui Purișkevici.
După revoluția din octombrie, a intrat în clandestinitate și a încercat să organizeze conspirații pentru răsturnarea puterei sovietice. Fiind un membru notoriu al Sutelor Negre, acesta se ascundea la Petrograd cu un pașaport fals.
Pe 18 noiembrie 1917, a fost arestat în hotelul „Rossiia” sub acuzația de conspirație contrarevoluționară. Sentința s-a dovedit a fi neobișnuit de ușoară: 4 ani de muncă forțată în folosul comunității, în închisoare. Dar deja la 17 aprilie 1918, Purișkevici a fost eliberat din închisoare, după intervenția personală a lui Felix Dzerjinski. Motivul oficial al eliberării a fost „boala fiului”. A primit eliberarea condiționată cu clauza neparticipării la activități politice. Iar la 1 mai, prin decret al Sovietului de la Petrograd, a fost amnistiat.
În 1918, Purișkevici a plecat la Kiev, unde a locuit până la căderea statului ucrainean (decembrie 1918). El a fondat „Societatea de luptă activă împotriva Bolșevismului”. În decembrie 1918 s-a mutat în sudul Rusiei, unde a luat parte la organizarea sprijinului ideologic și propagandistic pentru mișcarea albă. Fiind pe teritoriul controlat de trupele generalului Denikin, el a încercat să organizeze Partidul de Stat al Poporului Rus. A publicat ziarul „Spre Moscova!” (închis în noiembrie 1919) și revista „Vești bune” (decembrie 1919, a apărut un număr).
A murit la Novorossiisk de tifos pe 1 februarie 1920.
În 1925, scriitorul sovietic Liuboș l-a catalogat pe Purișkevici ca fiind primul fascist. Istoricul ruso-american Semion Reznik susține că Purișkevici a participat în numeroase pogromuri, promovând mitul omorului ritual.